# Ignacio Achúcarro
Ignacio Achúcarro Ayala (* 31. Juli 1936 in Asunción; † 14. August 2021) war ein paraguayischer Fußballspieler. Er nahm an der Fußball-Weltmeisterschaft 1958 teil.

## Karriere

### Verein
Achúcarro begann 1956 seine Profikarriere beim Club Olimpia aus der Hauptstadt Asunción. Mit diesem Verein gewann er zweimal die paraguayische Meisterschaft.
Nach der Weltmeisterschaft 1958 in Schweden blieb er in Europa und spielte fortan für den FC Sevilla. Mit Sevilla erreichte er 1962 das Finale um den spanischen Fußballpokal. Nach dem Abstieg Sevillas aus der Primera División 1968 kehrte Achúcarro nach Asunción zurück, wo er sich zunächst dem Club Guaraní anschloss. Nach zwei weiteren Spielzeiten beim Club Olimpia beendete seine aktive Laufbahn 1971 beim Club Libertad. Nach anderen Quellen setzte er seine Karriere noch bis 1973 bei Sportivo Luqueño fort.

### Nationalmannschaft
Bei der Weltmeisterschaft 1958 stand Achúcarro im paraguayischen Aufgebot. Er kam in allen drei Gruppenspielen zum Einsatz. Paraguay schied als Gruppendritter nach der Vorrunde aus.
Zwischen 1956 und 1958 bestritt Achúcarro 16 Länderspiele für Paraguay, in denen er ohne Torerfolg blieb.

## Erfolge
- Paraguayischer Fußballmeister: 1956 und 1957